# НТВ утром
«НТВ утром» — утренняя информационно-развлекательная телепрограмма. Выходила каждый рабочий день с 11 ноября 1996 года, с момента получения на НТВ всего четвёртого канала. До 7 сентября 2001 года и с 30 августа 2004 по 27 августа 2010 года называлась «Сегодня утром», с 18 февраля 2002 до 27 августа 2004 года называлась «Утро на НТВ». Девиз последней версии программы — «Кто рано встаёт, тот больше узнаёт!». За всю историю программы формат неоднократно менялся.

## История

### Первый формат — «Сегодня утром» (1996—2002)
С 11 ноября 1996 по 7 сентября 2001 года в эфир выходила утренняя подборка разрозненных программ под общим названием «Сегодня утром». Изначально блок включал в себя рубрики «Сегодня», «Спорт», «Погода», «Криминал», «Карданный вал», «Я — телохранитель», «Новости кино», «Наша летопись» («День в истории»), «За гранью», «Сладкая жизнь», «Парад репортёров», «Лучшая половина», «Хобби», «Ретро-новости», «Впрок», «В печать», «Финансы и бизнес», «На свежую голову», «Градусник», «Культпросвет» и «Час Быка». В 1996—1998 годах в рамках утреннего телеканала выходили также программы «Новости шоу-бизнеса» и «Живые новости», производство которых было прекращено из-за дефолта. Телекомпания НТВ при этом отвечала только за производство выпусков программ «Сегодня», «Криминал», «Впрок», «Час Быка», «Парад репортёров» и «День в истории», все остальные короткие передачи производили сторонние конторы по заказу канала (ЗАО «Телепроект», «Живые новости», АДФ-ТВ, «Студия ПРО», ОДН, ТВ-Новости, СИВ и другие), но с заставками, выдержанными в едином стиле НТВ 1996—1997 годов.
С 11 ноября 1996 по 13 июля 1997 года утренний телеканал выходил ежедневно, без выходных и праздников. С 14 июля 1997 года и далее он стал выходить с понедельника по пятницу, в субботу и воскресенье — только в случае, если на эти дни выпадал будний день. Хронометраж программы составлял сначала 4 часа — с 6:00 до 10:00, в 1997—1999 годах хронометраж стал составлять 3 часа — с 6:00 до 9:00 (МСК), по выходным дням в 1996—1997 годах — с 8:00 до 10:00. Каждый час был разбит на рубрики разной тематики. Первое время после расширения вещания НТВ на весь день также существовали построенные по аналогичному принципу дневные блоки под названием «Сегодня днём», выходившие с 11 ноября 1996 по 13 июля 1997 года с 12:00 до 13:00 ежедневно, с 16:00 до 16:30 по будням и с 16:00 до 17:00 по выходным. В него входили как те проекты, выходившие в составе утреннего канала, так и несколько оригинальных — «Огни большого города», «Книжные новости», «Компьютер», «Чтиво», «Шесть соток», «Мир искусств», «Среда», «Шинель № 5», «Новости дня», «Спрос и Впрок», «Газетный ряд», «Криминал. Чистосердечное признание», «Герой дня без галстука», «Рейтинг прессы» и «Итого». Часть из них после лета 1997 года («Среда», «Итого», «Рейтинг прессы», «Криминал. Чистосердечное признание», «Герой дня без галстука») стали выходить как отдельные программы в дневной или вечерней сетке вещания канала НТВ.
С 15 января 1997 по 16 октября 2002 года каждые три месяца во время профилактических работ в Москве и Московской области программа транслировалась в обычном режиме в остальных регионах России.
В 1997 году в состав утреннего телеканала вошла программа «Сегоднячко», чуть позже — «Утро с Героем дня» (закрыта весной 1998 года), в 1998 году — «Мультфильм» (тогда же рубрика «Финансы и бизнес» переименована в «Большие деньги»), в 1999 году — «Интересное кино». До 1999 года просуществовали «Градусник», «День в истории» и «Я — телохранитель». Между программами могли появляться ролики, в которых анонсировались прямые трансляции на спортивных каналах спутникового оператора «НТВ-Плюс».
С 1 февраля по 3 сентября 1999 года хронометраж блока программ «Сегодня утром» стал укороченным, а вещание телеканала НТВ начиналось в 7 часов утра. Главной причиной сокращения продолжительности вещания утреннего телеканала (а также ночного эфира НТВ) назывались последствия дефолта 1998 года в целом и обвал рекламного рынка в частности. С 6 сентября 1999 года хронометраж блока снова стал составлять 3 часа, на 45-й минуте часа добавились короткие информационные дайджесты «Сегодня» со своей заставкой, где ведущий под шпигель программы кратко рассказывал об основных новостях часа. В восточных регионах России утренний блок продолжал выходить в сокращённом варианте вплоть до 1 апреля 2002 года. В дни крупномасштабных чрезвычайных происшествий в стране и мире эфирное утреннее вещание на НТВ в конце 1990-х, начале 2000-х годов (в частности, 13.09.1999, захвата НТВ (с 4 по 6 апреля 2001 года), 12.09.2001 и 24-25.10.2002) было представлено по большей степени продолжительными блоками новостей.
C января 2000 года, в связи с вещанием канала НТВ по упрощённой сетке в период праздничных дней, утренний канал по будням выходил либо в сокращённом варианте, с отсутствием в содержании некоторых программ, уходивших в отпуск (5 и 6 января и с 3 по 6 мая 2000 года), либо вовсе не выходил в эфир (с 3 по 5 января 2001 года, 3 и 4 января 2002 года, с 5 по 9 января, с 5 по 7 мая 2004 года и с 10 по 13 января 2006 года). Во втором случае в утреннем эфире телеканала транслировались художественные фильмы и мультфильмы, выпуск программы «Сегодня» в 8:00 (по похожему образцу в те годы выстраивалась утренняя сетка вещания НТВ в выходные дни), а также — в мае 2004 года — программа Павла Лобкова «Растительная жизнь». С декабря 2002 по май 2003 года вторая схема построения утреннего эфира в такие дни также использовалась каналом ТВС, на котором работали многие бывшие сотрудники НТВ.
С февраля по апрель 2001 года в рамках программы был также повтор программы «Тушите свет!». 16 апреля 2001 года из блока были выведены ушедшие с НТВ двумя днями ранее передачи «Час Быка», «В печать» и «Тушите свет!», а также короткий информационный дайджест на 45-й минуте часа. Хотя в ряде печатных программ передач (в том числе и родственном НТВ журнале «7 Дней»), с 16 по 29 апреля 2001 года публиковалась заранее свёрстанная сетка вещания НТВ, включавшая в себя эти передачи и являвшаяся бы актуальной при ином повороте ситуации 14 апреля. Также в апреле-мае 2001 года изменились ведущие у программ «Карданный вал» и «Впрок»: Олега Богданова и Владимира Сафронова, ушедших с НТВ 14 апреля, вскоре сменили Александр Гусаров и Людмила Артемьева соответственно. С 9 июля по 7 сентября 2001 года выпуски программы «Сегодня» выходили только в начале каждого часа.
10 сентября 2001 года блок программ «Сегодня утром» был закрыт, и все передачи, ранее составлявшие его структуру, стали выходить по отдельности. К старым рубрикам добавилось несколько новых: «Афиша» с Татьяной Шешуковой, «Наши любимые животные» с Анной Мишиной и «Пять минут с Новожёновым». Хотя в родственном НТВ журнале «7 дней», равно как и в программе передач в конце эфира телеканала, с сентября 2001 по февраль 2002 года утренний блок программ продолжали указывать как «Сегодня утром».

### Второй формат — «Утро на НТВ» (2002—2004)
18 февраля 2002 года, спустя год после смены руководства на НТВ, утреннее вещание было полностью реорганизовано. Одна часть программ, выходивших в прежнем блоке, прекратила своё существование в сетке вещания НТВ и переместилась на другие телеканалы, в основном — дециметровые («Афиша» с Татьяной Шешуковой — сначала на РТР, затем на СТС, «Карданный вал» — на ДТВ-Viasat), а другая стала частью нового утреннего телеканала, получившего название «Утро на НТВ». Первыми ведущими программы были одну неделю Лев Новожёнов и Аида Невская (ранее работала на РТР и ОРТ) и одна Татьяна Плотникова (в прошлом — ви-джей Муз-ТВ), перешедшая с ТВЦ по окончании на этом канале шоу «В последнюю минуту», на другой неделе. Продолжали выход в эфир новостные выпуски «Сегодня» с интервалом в 30 минут. Данный формат утреннего телеканала был запущен при участии генерального продюсера телекомпании Сергея Шумакова. Он, в свою очередь, ранее работал на ОРТ и принимал участие в создании утреннего телеканала «Доброе утро». Также, после перехода на НТВ Шумаков успел запустить в эфир такие программы, как «Всё сразу!», «Принцип домино» и ряд других. Хронометраж составлял 3 часа — с 6:00 до 9:00 (МСК), затем до 8:45. Перезапуск утреннего канала вызвал неоднозначную реакцию у журналистов газет, пишущих о телевидении. Критиковалась излишне развязная манера поведения ведущих в телеэфире, не характерная для прежних лет вещания канала.
В эфире утреннего канала остались только самые популярные программы — «Сегодня», «Криминал», «Впрок», «Большие деньги». К ним добавились новые рубрики «Пресса», «Технологии» с Глебом Котовым, «Дальние страны», «Авто», «Гости», «Стиль», «Всё сразу!» и «Досуг». До начала сентября 2002 года время выхода всех рубрик обязательно прописывалось в каждой печатной программе передач. Каждая рубрика имела своего постоянного ведущего, приходившего в студию утреннего канала и представлявшего её уже оттуда, с гостями в студии беседовали основные ведущие. При этом рубрики «Впрок», «Сегодня» и «Криминал» продолжали выходить из своих студий. Прогноз погоды на утреннем канале стали представлять свои телеведущие из отдельной студии, среди которых были Александр Беляев, Лея Любомирская, Арина Миронова, Станислав Кабешев и Елена Калинина (после программы «Сегодня» при этом продолжал показываться старый вариант погоды в чёрно-оранжевой студии образца зимы 2001 года).
Декорации для программы, разработанные фирмой «Сцена», были установлены в том же павильоне, где располагалась студия информационной телепрограммы «Сегодня». Помимо Льва Новожёнова, из «Сегоднячко» в новое «Утро на НТВ» также перешли Татьяна Никольская и Светлана Воробьевская (режиссёр и шеф-редактор соответственно).
В октябре 2002 года в программе в качестве ведущей появилась Ольга Шелест (в прошлом — ви-джей MTV), перешедшая с ТВС по окончании на этом канале реалити-шоу «За стеклом-3: теперь ты в армии», а Лев Новожёнов перестал быть основным ведущим программы, однако продолжал вести рубрику «Пять минут», которая просуществовала до конца февраля 2003 года. Вместо программы «Большие деньги» с Игорем Потоцким (перешла на REN-TV) с осени 2002 года на канале стала выходить рубрика «Экономика», которую вёл Александр Веккер. Обзор прессы вёл Руслан Случевский (ранее работал в ТСН-6 на ТВ-6 и на РТР). В апреле 2003 года в программе появилась новая ведущая Инна Глебова. Некоторые выпуски в тот же период вёл Сергей Алексеев (ранее работал ведущим программ «Спасатели. Экстренный вызов» и «Доброе утро» на «Первом канале»).
В июне 2003 года Татьяна Плотникова уходит из передачи, теперь её по принципу «неделя через неделю» вели пары ведущих: одну неделю — Ольга Шелест и Григорий Сиятвинда (через месяц ему на смену придёт Антон Зайцев), а другую неделю Инна Глебова и Михаил Байтман (через месяц — Михаил Полицеймако). С сентября 2003 года программу стала вести третья пара ведущих: Дарья Спиридонова и Михаил Байтман.
С осени 2003 по начало 2004 года в рамках программы выходили следующие тематические рубрики:
- «Авто» с Андреем Леонтьевым
- «Досуг» с Владимиром Гавриловым
- «Зарядка» с Игорем Петрухиным
- «Здоровье» с Ириной Чукаевой
- «В паутине», затем «Мышеловка» с Валерией Галиуллиной, Александром Колтовым и Петром Иващенко (Гланцем) — сетевое телеобозрение, рассказывавшее об Интернете и компьютерных играх[83]. Руководителем проекта был Константин Мошков (ранее программа выходила на ТВ-6 и ТВС под названиями «Сеть» и «Паутина»).
- «Профессия — дачник» с Галиной Власёнок
- «Стиль» с Никой Ганич[84]

С 2 сентября 2003 по 8 июля 2004 года ближе к концу эфирного времени программы (8:35) в рамках утреннего канала со вторника по пятницу (с 24 февраля 2004 года — со вторника по четверг) после 5-минутного выпуска программы «Сегодня» показывался повтор вечернего выпуска программы «Красная стрела». Ведущим передачи «Впрок», чьё графическое оформление примерно тогда же было адаптировано под стилистику утреннего телеканала, стал документалист Виктор Шкурко (ранее — корреспондент программы «Русский дом» на «Третьем канале»).
По итогам 2003 года ключевые дирекции телеканала (главного продюсера, по маркетингу) признали данный формат программы неудачным. Одной из причин являлось отсутствие чёткого структурирования: рубрики не были привязаны к постоянным таймслотам. В официальных пресс-релизах отмечалось, что передача подлежала кардинальному пересмотру, упрощению, снижению затрат. Необходимо было найти такие отличительные признаки, которые позволили бы аудитории идентифицировать программу, как фирменный продукт НТВ.
С 12 января 2004 года программа стала выходить из новой большой студии. Одновременно с переездом в новую студию меняется состав одной из пар ведущих: вместо Спиридоновой и Байтмана в утреннем эфире появились Елена Захарова и Александр Романов. Было добавлено значительное число новых рубрик (например, «Музыкальная история» (до 2005 года)), однако рубрики «Впрок», «Авто», «Досуг», «Здоровье», «Мышеловка» и «Стиль» были сохранены.
Весной 2004 года в программе появилась новая третья пара ведущих: Екатерина Герасичева (ранее работала на ТВЦ и «Первом канале», в 2003—2004 и позднее — на «Третьем канале») и Илья Легостаев (пишущий журналист, ранее — ведущий большого числа телепередач на разных российских каналах). При этом из программы ушла Ольга Шелест. Через некоторое время напарником Герасичевой стал Антон Зайцев.

### Третий формат — «Сегодня утром» (2004—2005)
С 30 августа 2004 года блоку «Утро на НТВ» вернули прежнее название — «Сегодня утром». Передача выходила в студийных декорациях программы «Сегодня». Данный формат был запущен при непосредственном участии генерального продюсера Александра Левина. Набор рубрик в очередной раз подвергся изменениям: «Умные деньги», «Впрок» (по-прежнему с Виктором Шкурко), «Большая печать», «Без конфликтов», «Активная жизнь», «Авто-Топ», «Ты проснулась!», «Всё сразу!», «За окном», «Гламур», «Это правильно» (создавалась при участии студии «Пилот ТВ» и радио «Эхо Москвы»), «Здоровье», «Мобильный корреспондент», «Туристический калькулятор», «Звёздный гороскоп», «Красиво жить», «От первого лица» (готовилась совместно с журналом «Огонёк») и программа «Сегодня», которая теперь стала выходить каждые 15 минут (в начале и середине часа — 5-минутные выпуски с ведущим в студии, на 15-й и 45-й минуте часа — минутная краткая сводка с закадровым голосом). Ведущими программы стали Ольга Шелест и Антон Комолов.
Как и в предыдущем формате, за каждую рубрику отвечали свои ведущие. Ведущими экономических новостей стали вернувшийся на НТВ Ашот Насибов и Оксана Деревянко, ведущей обзора прессы — Мила Кузина. В ноябре 2004 года Мила Кузина ушла из эфира, и позже её сменили вернувшаяся на НТВ Ксения Туркова и Сергей Козинец. Рубрику «Ты проснулась!» вела Валерия Галиуллина (ранее работала на ТВ-6 и ТВС), а рубрику «Авто-Топ» — Андрей Леонтьев. Рубрику «Всё сразу!», как и одноимённую программу, представляли Пётр Фадеев и Фёкла Толстая. Первое время хронометраж программы составлял 4 часа (c 6:00 до 10:00), однако с 4 октября 2004 года его сократили до прежних трёх (с 6:00 до 9:00). Для студийных рубрик были задействованы немного изменённые декорации «Утра на НТВ» образца 2002—2003 годов, столы для ведущих выпусков новостей использовались для бесед с гостями.
С августа 2005 года программа несколько недель выходила в интересном формате — без ведущих. Эфир программы покинули все ведущие, включая Комолова и Шелест, в каждой рубрике остался только закадровый голос. Причина прекращения существования третьей версии программы — низкие рейтинги.

### Четвёртый формат — «Сегодня утром» (2005—2010)
В сентябре 2005 года произошла очередная смена формата. Программа вновь выходит в прямом эфире. Основу того формата составил «Разговор за чашкой кофе» — ток-шоу в жанре интервью. С 6:00 до 9:00 каждые 15 минут в студии — видные политики, экономисты, спортсмены, общественные деятели, звёзды эстрады и кино обсуждали в студии актуальные темы дня. Редакция передачи размещалась на 9-м этаже телецентра «Останкино», на этаж выше информационной службы, которая располагалась на восьмом, студийные декорации же по-прежнему находились в углу новостного павильона, откуда выходили утренние и дневные выпуски передачи «Сегодня».
Первыми ведущими утреннего канала стали журналисты: сначала Ашот Насибов, затем Алексей Тарханов. Через несколько месяцев к последнему присоединяется актриса Екатерина Климова. В апреле 2006 года Екатерину Климову сменяет Юлия Бордовских. До сентября 2006 года пара Алексей Тарханов — Юлия Бордовских ведут программу поочередно неделю через неделю. В сентябре 2006 года Тарханова сменяет Дана Борисова и до февраля 2007 года пара Дана Борисова — Юлия Бордовских ведут программу поочередно неделю через неделю. В феврале 2007 года к ним присоединяется Наталья Пастушная (ранее работала на ТВЦ), позже в июне 2007 года — Наталья Петрова (ранее ведущая обзора прессы, правда на НТВ она была недолго, в 2009 году окончательно покинула утренний эфир), а в феврале 2008 года к ним присоединяется Ляйсан Утяшева. Для известной гимнастки это становится дебютом на российском телевидении в качестве телеведущей. После появления в эфире Даны Борисовой оформление заставок передачи и студии стало более неформальным и расслабляющим, нежели в первый год существования данного формата, а производство частично перешло к «Новой компании». Последняя занималась производством части рубрик, бо́льшая же часть основных ведущих и закадровых сотрудников работала штатно или по контракту в телекомпании НТВ.
Также в рамках этой программы (в перерывах интервью) выходили обновлённые рубрики. По-прежнему за каждой рубрикой был закреплён свой ведущий. Например, ведущим рубрики «Гламур» был Евгений Лесной (затем его сменили Гражина Чаплин и Виктория Чайковская), а рубрику «Мобильный корреспондент» представлял Фёдор Баландин. Среди других рубрик тех лет были: 
- «Впрок» (не связана с первоначальной передачей)
- «По слухам»
- «Чёткая позиция»
- «Звёздные истории» (руководитель Никита Чисников)
- «Новости экономики» с Оксаной Деревянко и Никитой Бекасовым[126] (позже с Игорем Евтеевым и Ириной Сашиной)
- «Обзор прессы» с Натальей Петровой и Вероникой Романовой
- «Главная дорога»
- «Тест-драйв» с Игорем Козловым, Ольгой Долгих, Севой Кущинским, Яной Добрыйдень, Натальей Дворецкой и Антоном Бутырским
- «Дежурный врач» со Светланой Тумановой
- «Сколько стоит?» с Александром Назаровым
- «Активная жизнь» с Антоном Зорькиным
- «Утреннее меню» с Константином Жуком и Натальей Скворцовой[1]
- «Мечтать не вредно»
- «Туристический калькулятор»
- «Я смогу!»[127]
- «Звёздный гороскоп»[128]
- Гостевая рубрика с Марианной Соломахиной и Алексеем Харьковым
- «Звёздный завтрак» — интервью вне студии с известными российскими и зарубежными деятелями кино, спорта, музыки и телевидения, записанные корреспондентом Александрой Глотовой[129].

С ноября 2009 года в рамках программы также выходила авторская рубрика «Культпоход», которую вёл Евгений Понасенков, с 7 сентября 2009 года появилась рубрика «Завтрак с Юлией Высоцкой». В рамках утреннего канала тех лет сохранились рубрика «Ты проснулась!» с Валерией Галиуллиной (до 2006 года) и короткие выпуски программы «Чрезвычайное происшествие». С 2006 по 2007 год в эфире существовала ещё и рубрика «Домашний питомец», которую вели Дана Борисова и Наталия Павлова.
Выпуски программы «Сегодня», как и предыдущем формате, выходили каждые 15 минут по тому же принципу. После выпусков «Сегодня» в начале каждого часа шли короткий спортивный обзор с закадровым голосом комментаторов канала и прогноз погоды.
В дни государственного траура в 2005—2007 годах (в частности, 21 марта и 25 апреля 2007 года) утренний канал в данном формате на НТВ не показывался, вместо него в сетке вещания стояли советские художественные фильмы, перебивавшиеся выпусками «Сегодня» раз в полчаса с 6:00 до 9:00. После 2007 года программа выходила в эфир, но в сокращённом хронометраже, связанном с изменениями в программе передач (но также с сохранением графика выпусков новостей).
Программе постоянно сокращали хронометраж: до 3 июля и с 28 по 31 декабря 2009 года он составлял 3 часа (с 6:00 до 9:00), с 31 августа по 25 декабря 2009 года — 2 часа 45 минут (с 6:00 до 8:45), а с 11 января 2010 года хронометраж достигал 1,5 часов (с 7:00 до 8:30). С 3 июля по 1 сентября 2006 года, со 2 июля по 24 августа 2007 года, с 30 июня по 22 августа 2008 года и с 6 июля по 28 августа 2009 года в период летних отпусков хронометраж составлял 2 часа (с 6:00 до 8:00).
В январе 2009 года производство программы было переведено из ОАО «Телекомпания НТВ» в структуру ООО «Первая продюсерская компания» (ППК), принадлежавшую Юрию Шалимову (на тот момент — директор дирекции общественно-правовых программ НТВ) и Александру Свенцицкому.

### Пятый формат — «НТВ утром» (2010—2012)
С 30 августа 2010 по 29 декабря 2012 года (кроме летних перерывов) программа выходила под названием «НТВ утром» и представляла обзор событий и главных тем дня сегодняшнего. Данный информационный формат до этого в утреннем эфире российских телеканалов был представлен только новостями. Также выходили в эфир прогноз погоды, экономические новости (с Валентином Алфимовым), беседы с гостями, короткие выпуски «ЧП» с Сергеем Фарафоновым (за несколько минут до программы «Сегодня» в начале часа), программы «Зарядка с Ляйсан Утяшевой» и «Завтрак с Юлией Высоцкой». Выпуски программы «Сегодня» стали выходить в эфир только в начале часа, а не раз в 15-30 минут, как это было во всех предыдущих форматах. До 15 марта 2019 года по такому же принципу они выходили и в последующих утренних программах. Некоторое время, с 2011 по 2012 год в рамках программы существовала рубрика «Реакция Вассермана», где Анатолий Вассерман высказывался на одну актуальную тему дня в России или в мире. Светские интервью брала Дана Борисова.
Общее время прямого эфира для всех часовых поясов составляло около 10 часов. Первыми ведущими программы были Виктор Набутов и Инна Глебова (одну неделю), Алексей Козулин (ранее работал на ТВЦ, телеканале «Культура» и РБК) и Мария Штейн (другую неделю). Руководил этой программой Михаил Фролов (ранее — ведущий программ «Криминал», «Протокол» и «Тридцатая глава», в апреле 2011 года ушёл на РЕН ТВ). Производителем программы снова выступало ООО «ППК» (как и в большей части второстепенных неполитических программ НТВ тех лет).
Программа выходила с 30 августа 2010 по 3 ноября 2010 и с 29 августа 2011 с 5:55 до 8:30, а с 8 ноября 2010 года начинался эфир на час раньше — с 4:55 до 8:30
В феврале 2012 года Инна Глебова покидает программу, на её место приходит Валдис Пельш. Через месяц, Алексей Козулин тоже покидает программу, и вместо него ведёт Марианна Соломахина, и некоторое время пары ведущих составляли два человека одного пола (Виктор Набутов и Валдис Пельш, Марианна Соломахина и Мария Штейн). В апреле 2012 года произошла ротация пар местами: одну неделю Виктор Набутов и Марианна Соломахина, другую Валдис Пельш и Мария Штейн.
С 27 августа по 7 сентября 2012 программа выходит в прежнее время и с новыми ведущими Екатериной Варнавой и Натальей Еприкян.
С 10 сентября 2012 года состав ведущих снова изменился, теперь в эфире работают две пары ведущих: Кирилл Радциг и Алиса Селезнёва, Марианна Соломахина и Гарри Гупаленко. Одновременно меняется оформление студии.

### Шестой формат — «НТВ утром» (2013—2015)
С 4 февраля 2013 года формат утреннего канала был сильно изменён, название и оформление не изменились. Программа теперь выходила без основных ведущих. Разрабатывался данный формат передачи при участии «Новой компании». В последнем формате, как и в самом первом, у каждой рубрики были собственные студии и собственные ведущие.
Первые два часа отданы блокам, состоящим из следующих рубрик:
- «Активная жизнь» с Антоном Зорькиным
- «Гостевая рубрика» («НТВ утром») с Сергеем Набиевым или Дарьей Сагаловой[152]
- «Дежурный доктор» со Светланой Тумановой (позже переместилась в передачу «Солнечно. Без осадков»)
- «Завтрак с Юлией Высоцкой» (некоторое время также выходила в составе программы «Кофе с молоком», с сентября 2015 по февраль 2016 года — в составе программы «Утро с Юлией Высоцкой», с 29 февраля по 30 декабря 2016 года — в программе «Новое утро»)
- «Законный вопрос»
- «Личная выгода» с Валентином Алфимовым или Марией Григорьевой (позже переместилась в передачу «Солнечно. Без осадков»)
- «Проверено»
- «Пять ответов» с Дарьей Сагаловой
- «Энциклопедия изобретений» с Владимиром Фекленко[153]

Прогнозы погоды теперь стали выходить каждые полчаса — после программы «Сегодня» и в середине часа. По такому же принципу они выходили и в последующих утренних программах. В 8:00 в рамках программы сначала выходил повтор одной из познавательных программ из архива НТВ, затем вместо них в данном таймслоте показывались сериалы.
В данном формате присутствовали музыкальные номера, если гостями «Гостевой рубрики» были певцы или музыкальные группы. Ряд сюжетов мог носить ярко выраженный рекламный характер.
С 2013 по 2015 год во вторник и среду в таймслоте 6:10—6:30 внутри утренних телеканалов «НТВ утром» и «Кофе с молоком» транслировался студийный обзор, предваряющий матчи Лиги Чемпионов по футболу, проводившиеся вечером того же дня, с участием комментаторов дирекции спортивных каналов «НТВ-Плюс».
С 1 июля по 30 августа 2013 года программа выходила в нормальном режиме, но в данный период часы, расположенные выше от логотипа НТВ, не показывались.
В таком формате программа просуществовала до 27 марта 2015 года, после чего была окончательно закрыта.

### В период летних отпусков
В 2011—2014 годах в период летних отпусков (с 2013 года — ещё и после Нового года) программа «НТВ утром» состояла из повторов программ из архива НТВ и меньшего остатка непосредственного контента передачи.
С 4 июля по 26 августа 2011 года в первом часе (с 6:00 до 7:00) были показаны две серии сериала «2,5 человека». Во втором часе (с 7:00 до 8:00) — архивные выпуски программы «Дикий мир» с Тимофеем Баженовым, затем демонстрировались некоторые передачи утреннего канала: экономические новости и «Завтрак с Юлией Высоцкой». В третьем часе (с 8:00 до 8:30) — «ЧП. Расследование».
Со 2 июля по 24 августа 2012 года выходили повторы программ прошлых лет — «Ты смешной!» и «Их нравы».
Со 2 июля по 24 августа 2012 года с 7:45 до 8:00 демонстрировались некоторые передачи утреннего канала — экономические новости и «Завтрак с Юлией Высоцкой».
С 9 января по 1 февраля 2013 года выходили повторы программ «Кремлевская кухня» и «Их нравы».
С 1 июля по 30 августа 2013 года выходили повторы программ «Таинственная Россия», «Чистосердечное признание» и «И снова здравствуйте!».
С 30 июня по 29 августа 2014 года выходили повторы программ «Очная ставка» и «Чистосердечное признание».
В печатных (в том числе и в родственном НТВ журнале «7 дней») и некоторых электронных версиях телепрограммы (кроме сайта НТВ) такая сетка вещания никогда не публиковалась, но по-прежнему присутствовала надпись «НТВ утром».

### Возобновление
31 августа 2015 года программа «НТВ утром» возобновилась (по будням с 7:00 до 8:10, до 6 ноября 2015 года — с 6:00 до 7:10). В её рамках, как в предыдущие 3 года в летний период, транслировались утренние выпуски программы «Сегодня», прогноз погоды, телесериалы, а также повторы программ недавнего прошлого из архива НТВ. Среди них — «Акценты недели», «Чудо техники с Сергеем Малозёмовым», «Новые русские сенсации» и многие другие. До октября 2015 года среди прочего показывались повторы обзоров матчей Лиги Чемпионов по футболу. В программе передач на сайте НТВ и в различных СМИ не указывалось, какая конкретная программа транслировалась в этом блоке. В таком виде утренний блок просуществовал до 26 февраля 2016 года. В качестве открывающей заставки этого блока, чаще всего появлявшейся в эфире в районе 6:55 МСК (до 6 ноября 2015 года — 5:55 МСК), использовалась заставка программы 2010—2015 годов.

## Последующие передачи
После закрытия программы «НТВ утром» на этом канале были запущены другие форматы утренних эфиров, пять из которых просуществовали не очень долго:

### Кофе с молоком
Выходила с 30 марта по 10 июля 2015 года по будням с 6:00 до 9:00. Программу представляли четверо ведущих: Алексей Лысенков, Леонид Марголин, Елизавета Жарких и Даниил Грачёв. В её основе лежали общение ведущих с гостями студии и между собой, познавательные и развлекательные сюжеты. Программа сопровождалась бегущей строкой чёрного цвета с актуальными новостями дня, аналогичной той, что показывалась в программе «Сегодня».

### Солнечно. Без осадков
Выходила с 12 мая по 26 июня 2015 года по будням с 9:00 до 10:00, сразу после программы «Кофе с молоком». Вёл программу Александр Беляев. С 13 июля по 28 августа 2015 года в период отсутствия утреннего шоу (особенно в период летних отпусков) в утреннем будничном эфире (с 6:00 до 8:05) выходили повторы этой программы.

### Утро с Юлией Высоцкой
Выходила с 7 сентября 2015 по 26 февраля 2016 года как отдельная программа, по будням с 8:10 до 9:00, до 6 ноября 2015 года — с 9:00 до 10:00. Помимо неё, программу также вёл Джемал Тетруашвили.
Далее программа выходила в составе «Нового утра», а чуть позднее (с 29 августа по 30 декабря 2016 года в 8:30, затем в 7:30) — вновь отдельно под названием «Студия Юлии Высоцкой».

### Новое утро
Выходила с 29 февраля по 30 декабря 2016 года по будням с 6:00 до 7:30 (до 3 ноября 2016 года — с 6:00 до 8:30, до 26 августа 2016 года — с 6:00 до 8:10, до 8 июля 2016 года — с 6:00 до 9:00), на одной неделе её вели Анастасия Заворотнюк и Пётр Чернышёв, на другой — Ольга Жук и Марк Тишман. Также программу представляли: Виктория Панина, Роман Фишкин (#УтроЗдоровье), Артур Тарасенко, Ян Арт (#УтроДеньги), Алина Артц (#УтроБьюти), Владимир Строжук (#УтроТоп), Михаил Горбачёв (#УтроАвто), Ирина Турчинская (#УтроСпорт), Влад Кадони (#УтроТайна), Ирина Дегтерёва, Олеся Гарипова (#УтроТест) и другие.
С ноября-декабря 2016 года в рамках этой и последующих утренних программ НТВ (особенно в последние рабочие дни уходящего года) транслируются дневники проекта «Путешествие деда Мороза».
С 9 по 27 января 2017 года, с 9 по 12 января 2018 года и с 9 января по 15 марта 2019 года в период отсутствия утреннего шоу (особенно в первые рабочие дни нового года) в утреннем будничном эфире выходил сериал из архива НТВ, прерываемый выпусками программы «Сегодня» в 6:00, 7:00 и 8:00, а также прогнозом погоды, выходящем в середине часа после рекламного блока.

### Деловое утро
Выходила с 30 января 2017 по 28 декабря 2018 года по будням с 6:00 до 8:20 (до 17 августа 2018 года — с 6:30 до 8:30, до 9 июня 2018 года — с 7:00 до 9:00, до 22 февраля 2017 года — с 7:00 до 8:05). В ней в основном были представлены новости и сюжеты на экономические темы. На одной неделе программу вели Игорь Лантратов и Юлия Колядина, на другой — Максим Привалов и Ольга Жук. Также программу вёл Денис Лазарев, представлявший обзор прессы (иногда он также был и основным ведущим). Ранее программу вели Сергей Белов, Татьяна Геворкян, Екатерина Коновалова и Александра Назарова.
С февраля 2017 года в рамках этой и последующих утренних программ НТВ выходят дневники шоу «Ты супер!» и «Ты супер! Танцы».
Программа сопровождалась бегущей строкой в нижней части экрана с актуальными новостями дня. В последних выпусках также использовалась строка в верхней части экрана, в которой выводилась информация о погоде и финансовых показателях.

### Утро. Самое лучшее
Выходит с 18 марта 2019 года по будням с 6:30 до 8:00 (до 12 июля 2023 года — с 7:00 до 8:00, до 30 апреля 2021 года — с 6:00 до 8:00, до 27 декабря 2019 года — с 6:00 до 8:05, до 28 июня 2019 года — с 6:00 до 8:10). Программа отличается от предшествующих утренних программ НТВ присутствием возрастного ограничения «16+» (для детей старше 16 лет). До конца 2019 года основным ведущим программы являлся Александр Олешко. С 17 февраля 2020 года программа выходит без основного ведущего, у каждой рубрики собственная студия и собственные ведущие.
В рамках программы выходят фрагменты из программ НТВ, идущих по выходным:
- «Главная дорога» с Андреем Федорцовым и Денисом Юченковым
- «Дачный ответ»
- «Двойные стандарты: Тут вам не там!»
- «Живая еда» с Сергеем Малозёмовым
- «Едим дома!» с Юлией Высоцкой
- «Их нравы» с Дмитрием Захаровым
- «Квартирник» с Евгением Маргулисом
- «Квартирный вопрос»
- «Кто в доме хозяин?»
- «НашПотребНадзор» с Олегом Солнцевым
- «Однажды…» с Сергеем Майоровым
- «Первая передача» с Алексеем Куличковым
- «Готовим» с Алексеем Зиминым
- «Поедим, поедим!» с Федерико Арнальди
- «Ты не поверишь!»
- «Чудо техники» с Сергеем Малозёмовым

Среди оригинальных рубрик:
- «Малозёмов проверит» с Сергеем Малозёмовым
- «Новости шоу-бизнеса» с Мариной Казанцевой
- «Какие наши годы»
- «Молодая семья»
- «Имеем право»
- «Твой доктор» с Даниилом Строяковским

Выпуски программы «Сегодня» снова стали выходить каждые полчаса — в начале и середине часа. С 17 февраля 2020 года после завершения эфира идёт большой утренний выпуск в 8:00.
С 9 января по 14 февраля 2020 года в период отсутствия утреннего шоу (особенно в первые рабочие дни нового года) в утреннем будничном эфире выходил сериал из архива НТВ, с 20 по 31 января 2020 года также и программа «Мальцева» с Натальей Мальцевой. Выпуски программы «Сегодня» в 6:00, 6:30 и 7:30 были временно убраны из эфира с 9 января, а в 6:00, 6:30, 7:00 и 7:30 — с 23 марта 2020 года.
С 11 января 2021 по 17 января 2025 года и с 3 мая 2021 по 8 мая 2025 года в период отсутствия утреннего шоу в первые рабочие дни нового года и между майскими праздниками в утреннем будничном эфире выходил сериал из архива НТВ, прерываемый выпуском программы «Сегодня» в 8:00 (по похожему образцу в те годы выстраивалась утренняя сетка вещания НТВ в выходные дни).

## Ведущие
- Лев Новожёнов (2002), ранее автор телепрограмм «Времечко», «Сегоднячко» и «Наши со Львом Новожёновым».
- Аида Невская (2002), ранее работала на «РТР» и была ведущей программы «Доброе утро» на канале «ОРТ» в 1997—2001 годах, из-за напряжённого графика работы покинула телеканал.
- Татьяна Плотникова (2002—2003), ранее работала на радио «Европа Плюс», позже в начале нулевых была ви-джеем канала «Муз-ТВ», а затем работала ведущей программы «В последнюю минуту» на канале «ТВЦ».
- Ольга Шелест (2002—2004, 2004—2005), ранее работала на канале «MTV Россия», затем была ведущей программы «За стеклом» на канале «ТВС», с октября 2002 по май 2004 года — ведущая программы «Утро на НТВ», а с 2004 по 2005 год — ведущая программы «Сегодня утром».
- Инна Глебова (2003—2004, 2010—2012), ранее работала на музыкальном радио, затем трудилась в телекомпании «Югра» в своём родном городе (Ханты-Мансийске), с апреля 2003 по август 2004 года — ведущая программы «Утро на НТВ», а с августа 2010 по февраль 2012 года — ведущая программы «НТВ Утром».
- Сергей Алексеев (2003), ранее работал ведущим программ «Спасатели. Экстренный вызов» и «Доброе утро» на «Первом канале».
- Григорий Сиятвинда (2003)
- Михаил Байтман (2003)
- Дарья Златопольская (2003), ранее работала на спортивном канале «7ТВ», позже в программе «Гордон», сейчас — на канале «Культура».
- Антон Зайцев (2003—2004), ранее работал на канале «РТР».
- Михаил Полицеймако (2003—2004), ранее работал на каналах «Культура» и «7ТВ», сейчас — на канале «Россия-1».
- Елена Захарова (2004)
- Александр Романов (2004), ранее работал в ГТРК «Нижний Новгород», затем журналистом и ведущим в Югорске.
- Екатерина Герасичева (2004), ранее работала на «ТВ Центре» и «Первом канале», в 2003—2004 годах и позднее — на «Третьем канале».
- Илья Легостаев (2004), ранее ведущий большого числа телепередач на разных российских каналах.
- Антон Комолов (2004—2005), ранее работал на каналах «MTV Россия», «Первый канал», «ТВС» и «Россия-1», с 2004 по 2005 год — ведущий программы «Сегодня утром» (поочерёдно с Ольгой Шелест).
- Ашот Насибов (2005), ранее работал на каналах «ТВ-6» и «ТВС», с апреля 2003 по май 2004 года на телеканале «7ТВ», с 2004 по 2005 год — ведущий экономических новостей, а сентября по декабрь 2005 года — основной ведущий программы.
- Алексей Тарханов (2005—2006), ранее редактор и ведущий программы «Сегодня» на канале «НТВ» позже работал ведущим радиостанции «Сити FM», а затем ведущим новостей на телеканале «РБК».
- Екатерина Климова (2006), в середине марта 2006 года ушла с телеканала из-за плотного графика съёмок в кино.
- Юлия Бордовских (2006—2010), ранее была ведущая спортивных новостей, потом вела программы на телеканале «НТВ-Плюс Спорт», а позже ведущая программы «Страна и мир» (до 2004 года в паре с Антоном Хрековым), а в 2005 году вела программу «Для тебя».
- Дана Борисова (2006—2010), ранее работала на «Первом канале», была ведущей программ «Армейский магазин» и «Город женщин», позже перешла на «НТВ» и вела ток-шоу «Принцип домино» (до 2006 года в паре с Еленой Хангой), с 2010 по 2012 год работала в качестве светского репортёра.
- Алексей Харьков (2007), в 2006—2007 и 2007—2009 годах — ведущий рубрики «Туристический калькулятор». В 2007 году иногда был основным ведущим программы, сначала заменяя Юлию Бордовских, а позже Наталью Пастушную.
- Наталья Пастушная (2007—2010), ранее работала ассистентом режиссёра на канале «НТВ» в программе «Итоги», потом работала на канале «2х2», затем на канале «Россия-1», с осени 2000 по август 2006 год — ведущая программы «События: время московское» на канале «ТВ Центр», а позже работала на «Третьем канале».
- Наталья Петрова (2007—2008, 2009), с сентября 2006 по июнь 2007 года ведущая рубрики «Обзор прессы», а с июня 2007 года основная ведущая программы. Работала запасной ведущей, но впоследствии вскоре окончательно ушла с телеканала.
- Ляйсан Утяшева (2008—2010), ранее вела программу «Главная дорога», а с сентября 2010 года вела рубрику, посвящённую утренней гимнастике.
- Виктор Набутов (2010—2012)
- Алексей Козулин (2010—2012)
- Мария Штейн (2010—2012), ранее была ведущей программы «Новости культуры» на телеканале «Культура».
- Марианна Соломахина (2012), с 2006 по 2009 год — ведущая рубрики «Туристический калькулятор».
- Валдис Пельш (2012)
- Екатерина Варнава (2012)
- Наталья Еприкян (2012)
- Кирилл Радциг (2012)
- Алиса Селезнёва (2012)
- Гарри Гупаленко (2012)
- Алексей Лысенков (2015)
- Леонид Марголин (2015)
- Елизавета Жарких (2015)
- Даниил Грачёв (2015)
- Юлия Высоцкая (2015—2016), с 2009 по 2015 год ведущая рубрики «Завтрак с Юлией Высоцкой».
- Джемал Тетруашвили (2015—2016)
- Пётр Чернышёв (2016)
- Ольга Жук (2016—2018)
- Марк Тишман (2016)
- Сергей Белов (2017)
- Екатерина Коновалова (2017)
- Игорь Лантратов (2017—2018)
- Татьяна Геворкян (2017—2018)
- Максим Привалов (2017—2018)
- Денис Лазарев (2017—2018)
- Александра Назарова (2017—2018)
- Юлия Колядина (2018)
- Александр Олешко (2019)

### Новости экономики
- Игорь Потоцкий (2002), ведущий рубрики «Большие деньги».
- Александр Веккер (2002—2004)
- Ашот Насибов (2004—2005)
- Оксана Деревянко (2004—2008), ранее работала на «Первом канале», с 1997 по 2003 год была автором и ведущей экономических новостей, а с 2003 по 2004 год ведущая программы «Доброе утро».
- Игорь Евтеев (2009—2010), ранее был ведущим экономических новостей на «Первом канале» в программе «Доброе утро» с 2003 по 2009 год.
- Ирина Сашина (2009—2010)

### Новости спорта
- Денис Косинов (2002—2015)
- Игорь Швецов (2002—2010)
- Александр Кузмак (2003—2006)
- Василий Соловьёв (2004—2014)
- Юлия Дежнова (2005—2012)
- Евгения Хохолькова (2007—2015)
- Сергей Наумов (2007—2015)
- Алексей Матвеев (2007—2011)
- Леонид Народицкий (2010—2015)

### Прогноз погоды
- Лея Любомирская (2002)
- Арина Миронова (2002—2004)
- Станислав Кабешев (2002—2004)
- Елена Калинина (2003—2004)
- Ирина Полякова (2004—2015)
- Наталья Чернявская (2004—2005)
- Елена Уткина (2004—2008)
- Юлия Байдина (2008—2009)
- Екатерина Решетилова (2009—2014)
- Андрей Скворцов (2010—2015)
- Анна Собко (2014—2015)

### Ведущие рубрик
- Пётр Фадеев (2002—2008, ведущий рубрики «Всё сразу»)
- Фёкла Толстая (2002—2005, ведущая рубрики «Всё сразу» до 2005 года)
- Михаил Борзенков (2002—2006), голос за кадром рубрики «Всё сразу», а также ведущий рубрики «Ваш эксперт»
- Александр Бергер (2002—2006), голос за кадром рубрики «Всё сразу»
- Константин Гольденцвайг (2002—2006), голос за кадром рубрики «Всё сразу»
- Ольга Прохорова (2002—2006), голос за кадром рубрики «Всё сразу»
- Руслан Случевский (2002—2003, ведущий рубрики «Обзор прессы»), ранее работал в ТСН-6 на ТВ-6 и на РТР.
- Игорь Петрухин (2003—2004, ведущий рубрики «Зарядка»)
- Владимир Гаврилов (2003—2004, 2007, ведущий рубрики «Досуг»)
- Галина Власёнок (2003—2004, ведущая рубрики «Профессия — дачник»)
- Ника Ганич (2003—2004, ведущая рубрики «Стиль»)
- Виктор Шкурко (2003—2005, ведущий рубрики «Впрок»), ранее — корреспондент программы «Русский дом» на «Третьем канале».
- Андрей Леонтьев (2003—2006, с 2003 по 2004 год вёл рубрику «Авто», а с 2004 по 2006 год рубрику «Авто-Топ»)
- Пётр Иващенко (2003—2004, ведущий рубрики «Мышеловка»)
- Мила Кузина (2004, ведущая рубрики «Обзор прессы»)
- Ксения Туркова (2004—2005, ведущая рубрики «Обзор прессы»), ранее работала на ТВ-6 и ТВС, а с октября 2007 по сентябрь 2009 года — ведущая новостей «24» на РЕН ТВ.
- Валерия Галиуллина (2004—2006, ведущая рубрики «Ты проснулась!»)
- Светлана Хоркина (2006, ведущая рубрики «Зарядка»)
- Ольга Вохмянина (2006—2007, ведущая рубрики «Зарядка», а также корреспондент программы «Впрок»)
- Александр Козицын (2006, ведущий рубрики «Зарядка»)
- Вероника Романова (2006—2008, ведущая рубрики «Обзор прессы»)
- Галина Трайд (2006, юрист)
- Фёдор Баландин (2006—2009, ведущий рубрики «Мобильный корреспондент»)
- Роман Жаренков (2006—2010, ранее корреспондент программы «Впрок», позже рассказчик о предстоящих сериалах на НТВ)
- Евгений Лесной (2006—2007, сначала ведущий рубрики «Туристический калькулятор», затем ведущий рубрики «Гламур»)
- Владимир Мухин (2006, ведущий рубрики «Утренний завтрак»)
- Александр Селезнёв (2006, ведущий рубрики «Утренний завтрак»)
- Игорь Козлов (2006—2010, ведущий рубрики «Тест-Драйв»)
- Гражина Чаплин (2007—2008, ведущая рубрики «Гламур»)
- Виктория Чайковская (2007—2009, ведущая рубрики «Гламур»)
- Леонид Закошанский (2007—2008, ведущий рубрики «Что Происходит»)
- Антон Зорькин (2007—2015, ведущий рубрики «Активная жизнь»)
- Евгения Филатова (2007, ведущая рубрики «Дежурный доктор»)
- Светлана Туманова (2007—2015, ведущая рубрики «Дежурный доктор»)
- Илья Сидорин (2007—2008, ведущий рубрики «Утренний завтрак»)
- Сева Кущинский (2007—2010, ведущий рубрики «Тест-Драйв»)
- Константин Жук (2008—2010, ведущий рубрики «Утреннее меню»)
- Наталья Дворецкая (2008—2010, ведущая рубрики «Тест-Драйв»)
- Ольга Долгих (2009, ведущая рубрики «Тест-Драйв»)
- Яна Добрыдень (2009, ведущая рубрики «Тест-Драйв»)
- Антон Бутырский (2009—2010, ведущий рубрики «Тест-Драйв»)
- Наталья Скворцова (2009—2010, ведущая рубрики «Утреннее меню»)
- Виктория Панина (2016)
- Роман Фишкин (2016, #УтроЗдоровье)
- Артур Тарасенко (2016)
- Ян Арт (2016, #УтроДеньги)
- Алина Артц (2016, #УтроБьюти)
- Владимир Строжук (2016, #УтроТоп)
- Михаил Горбачёв (2016, #УтроАвто)
- Ирина Турчинская (2016, #УтроСпорт)
- Влад Кадони (2016, #УтроТайна)
- Ирина Дегтярёва (2016, #УтроПогода)
- Олеся Гарипова (2016, #УтроТест)

### Умершие

#### Ведущие
- Александр Беляев (1949—2020, с 2002 по 2015 год ведущий прогноза погоды в утреннем канале, а в 2015 году ведущий рубрики «Солнечно. Без осадков», скончался в июле 2020 года).
- Ирина Чукаева (1950—2018, в 2002—2003 годах ведущая рубрики «Здоровье», скончалась в январе 2018 года в результате осложнений после пневмонии).
- Анастасия Заворотнюк (1971—2024, в 2016 году ведущая программы «Новое утро», скончалась в мае 2024 года после продолжительной болезни).
- Сергей Козинец (1973—2022, с 2004 по 2005 год был ведущим рубрики «Обзор прессы», а также был шеф-редактором программы «Большая печать», скончался в декабре 2022 года от онкологии).
- Никита Бекасов (1976—2023, с 2006 по 2009 год был ведущим экономических новостей, погиб в октябре 2023 года).
- Александр Колтовой (1979—2020, в 2003—2004 годах ведущий рубрики «В паутине», погиб в ноябре 2020 года в результате крушения частного легкомоторного самолёта Piper Sport RA-1381G).